# Simon Njami

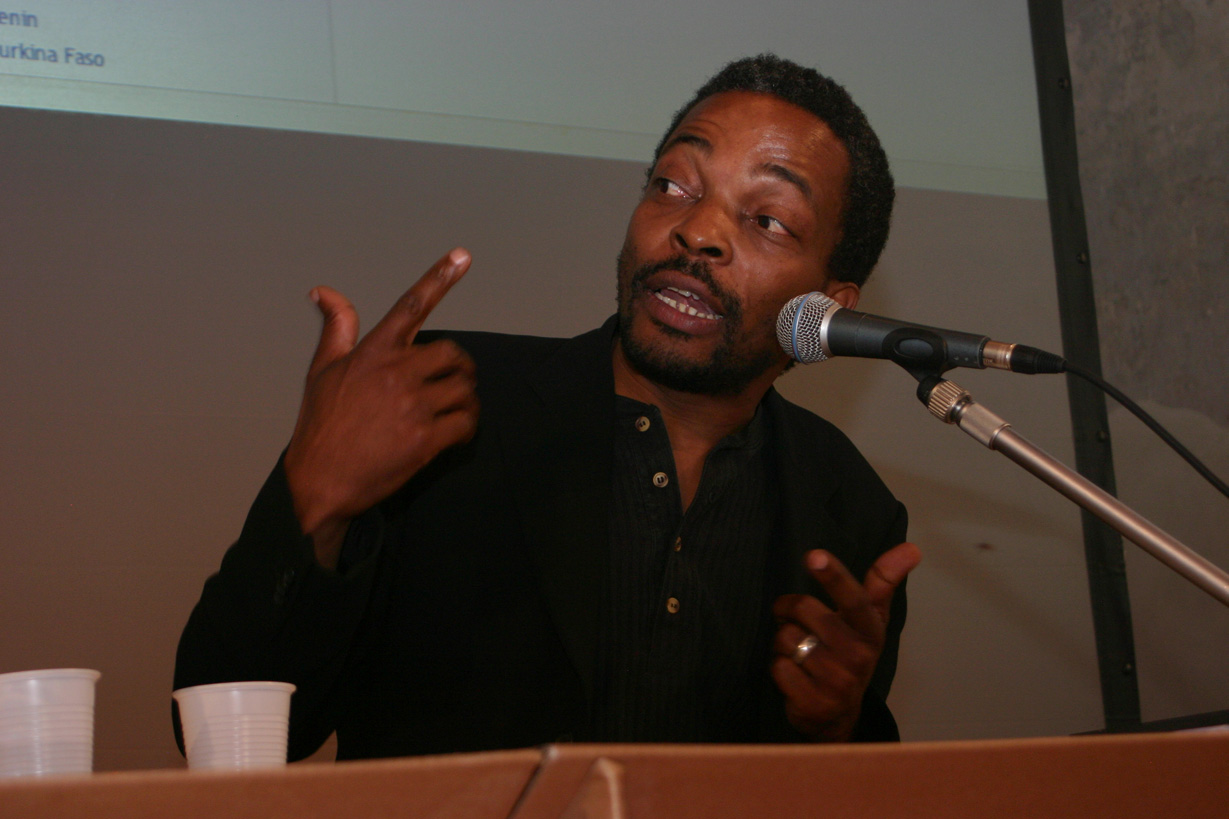
Simon Njami (2007).

Simon Njami (Lausana, 4 de enero de 1962) es un escritor, crítico de arte, ensayista y comisario de exposiciones suizo-camerunés.

## Biografía
Simon Njami nació en Lausana, Suiza, en 1962. Después de estudiar filosofía, artes y literatura en La Sorbona, se dedicó a trabajar de escritor y colaboró con diversas revistas. En 1990, junto con Jean Loup Pivin y Pascal Martin Saint Leon, participó en la creación de la revista Revue Noire, cuyo primer número vio la luz en la primavera de 1991 y de la que fue editor jefe.
Es consultor de la Colección Sindika Dokolo en Luanda (Angola), lo fue de la Association Française d'Action Artistique de 2000 a 2010 y es profesor visitante en la Universidad de San Diego. Forma parte del comité de selección del Premio Pictet, es miembro del comité científico del Museo de las Confluencias de Lyon y ha formado parte del jurado del World Press Photo en varias ocasiones.
En 2001 se convirtió en comisario de los Encuentros Africanos de Fotografía de Bamako, con los que trabajó hasta 2007. También ha sido comisario de exposiciones en distintos lugares de todo el mundo como con el proyecto 'Africa Remix' en el Museum Kunst Palast en Dusseldorf, la Hayward Gallery de Londres, el Centro Pompidou de París, la Galería de Arte de Johannesburgo, la Bienal de El Cairo de 2015 o las de 2016 y 2018 de Dakar.
Como escritor es autor de cuatro novelas y dos biografías: una del escritor estadounidense James Baldwin y la otra de Léopold Sédar Senghor.